# Liebenau (Altenberg)
Liebenau ist ein Ortsteil von Altenberg im Osterzgebirge in Sachsen mit etwa 400 Einwohnern.

## Geografie

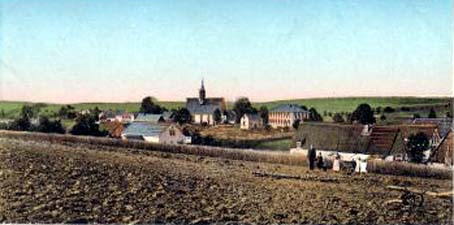
Ortsansicht um 1910

Liebenau liegt etwa 45 km südlich von Dresden im Osterzgebirge. An das Dorf grenzen die Orte Waltersdorf, Breitenau, Fürstenwalde, Lauenstein, Bärenstein sowie Börnchen. Der Ort hat eine Länge von 3,5 km und liegt 530 m bis 625 m über NN. Liebenau gehört zum Landkreis Sächsische Schweiz-Osterzgebirge und zur Stadt Altenberg.

## Besiedlungsgeschichte von Liebenau und Umgebung
Das gesamte Erzgebirge wurde bis ins späte 11. und frühe 12. Jahrhundert von einem Urwald bedeckt, der einen breiten Grenzstreifen zwischen dem heutigen Sachsen und Böhmen bildete. Als erste Besiedlung des Osterzgebirges wird das Dorf Oelsen 1169 erwähnt, als Herzog Wladislaus von Böhmen dem Johanniter-Orden einem beim Dorfe Oelsen gelegenen Wald zueignete. Dort waren bis zum Jahre 1200 einzelne Dorffluren in den Wald hineingerodet, doch die zusammenhängende Walddecke zum größten Teil nicht angetastet.
Die Entdeckung von Zinngraupen bei Krupka veränderte die Lage. Auf beiden Seiten des Waldes begannen die Könige von Böhmen und die Markgrafen von Meißen einen über drei Jahrhunderte währenden Kampf um den Besitz dieses Gebietes.
Im Müglitztal wurden durch den Markgrafen Heinrich III. zwei Vasallen beauftragt, die Burgen Bärenstein und Lauenstein zu gründen. Beide waren Ausgangspunkt der Besiedlung dieses Gebietes, bei der sich bergmännische Gesichtspunkte mit den bäuerlichen verbanden.
Von Bärenstein aus wurde zuerst das Dorf Bärenstein angelegt, ferner westlich der Müglitz Johnsbach und Falkenhain, östlich der Müglitz Börnchen und Waltersdorf. Von Liebenau wird berichtet, dass der wendische Ort Lybnow mit einer Kapelle vorhanden war. Die Kapelle gehörte zum Dekanat Aussig (CZ) und damit zur Erzdiözese Prag. Durch den Holzbedarf der Bergwerke sanken ganze große Waldstreifen dahin. Nicht nur Holz verlangten bergmännische Betriebe, die Bergleute wollten auch wohnen und essen. So wurden in den Höhenlagen von 700 m bis 900 m Reihendörfer gerodet, damit die Bergleute der benachbarten Gruben und Hammerwerke alle ein Häuschen hatten und sich möglichst auch eine Kuh oder ein paar Ziegen halten konnten. So entstanden im Quellgebiet der Müglitz die Dörfer Fürstenau, Fürstenwalde, Müglitz und das obere Dorf Liebenau. Die Siedler waren Bergleute der nahe gelegenen Hammerwerke, dem Hammer Zschörmigen an der Schafbrücke, dem Kratzhammer bei Fürstenwalde und dem Hammer im Oelsengrund. Es wechselten auch oft die Besitzer (Grundherren) des großen Waldgebietes. Das Wirken dieser Grundherren als Inhaber der niederen Gerichtsbarkeit ist noch heute an vielen Ortsnamen und Bezeichnungen kenntlich.
Am Galgen (der „Galgenberg“ Liebenau) waren Stätten, wo im Vollzug der höheren Gerichtsbarkeit („Halsgerichtsbarkeit“) zur Vollstreckung von ergangenen Urteilen gehängt, enthauptet, gerädert oder Hände abgeschlagen wurden.
Der Name Liebenau hängt mit dem Eigenschaftswort „lieb“ zusammen und bezeichnet die Siedlung als eine „angenehme, zusagende in der Aue“.

## Kriegsgeschehen

### Hussitenkriege
Liebenau wurde jahrelang während der Hussitenkriege Opfer von Angriffen, erstmals am 14. Dezember 1429. Als 1471 der böhmische König Georg von Podiebrad starb, machten sich die Folgen des Krieges bemerkbar: Viele Dörfer und Burgen in der Umgebung waren zerstört, Handel und Gewerbe lag darnieder. Dazu litt das Volk durch hohe Steuern und Abgaben.

### Dreißigjähriger Krieg
Im März 1620 erreichte der Dreißigjährige Krieg die Gegend von Liebenau. Bürger und Bauern versteckten ihr Habe in der Kirche und hielten ihr Vieh auf dem Kirchplatz. Auch Liebenau wurde ausgeplündert; dabei wurden acht Personen erstochen. Die ebenfalls zu dieser Zeit wütende Pestepidemie forderte ihrerseits viele Opfer im Ort. Alleine 1633 starben 270 Menschen in Liebenau.

### Siebenjähriger Krieg
Als der Siebenjährige Krieg 1756 begann, ließen erneut viele Menschen wegen Hunger und Krankheit ihr Leben. Insbesondere im Jahre 1760 starben viele Menschen in Liebenau an Typhus.

## Lauenstein und Liebenau
1515 kam die Herrschaft Lauenstein mit Liebenau zu Rudolf von Bünau auf Tetschen in Böhmen.
Lauenstein war bis 1821 im Besitz der Familie Bünau. Zu dieser Zeit war Liebenau sowie andere Orte der Umgebung abhängig von Lauenstein, nicht nur von dessen Herren, sondern auch von dessen Bürgern. „Lauenstein hatte den Bierzwang über Liebenau und ebenso den Malzzwang. Der Liebenauer durfte also kein ander Bier kaufen als das in Lauenstein gebraute, gleichviel, ob ihm dasselbe mundete oder nicht. Er durfte keinen anderen Chirurgus holen, als den von Lauenstein, auch in Liebenau von keinem anderen Fleischer schlachten lassen als von denen in Lauenstein. Auch seinen Salzbedarf durfte er nirgends anders nehmen als in Lauenstein.“
Erst 1839 wurde der Bierzwang vom Staat abgeschafft.
Im Jahre 1821 kaufte Graf von Hohental das Rittergut Lauenstein für 175.000 Taler, das der letzte Bünau nicht erhalten konnte. So verließen die Bünaus, die sich drei Jahrhunderte behauptet hatten, das altehrwürdige Schloss.
In der Zeit um 1539 lebten in Liebenau die Familien Aulhorn, Kühnel, Mühle, Schwenke, Tiebel, Seifert, Lehmann, Rehn, Reichelt, Schiebel und Fischer.

## Der Ort heute

### Eingemeindung
Liebenau ist seit 2011 ein Ortsteil der Stadt Altenberg. Ab dem 1. Januar 1994 war der Ort ein Ortsteil von Geising. Zu Liebenau gehört der Ortsteil Klein-Liebenau b. Gottleuba, der seit 1973 wüst liegt.

### Einwohnerentwicklung
| Jahr | Einwohnerzahl |
| ---- | ------------- |
| 1547 | 300           |
| 1623 | 350           |
| 1834 | 549           |
| 1871 | 644           |
| 1890 | 669           |
| 1910 | 628           |
| 1925 | 620           |
| 1939 | 584           |
| 1945 | 850           |
| 1946 | 844           |

| Jahr | Einwohnerzahl |
| ---- | ------------- |
| 1961 | 651           |
| 1962 | 609           |
| 1997 | 490 (1)       |
| 1998 | 500           |
| 1999 | 498           |
| 2000 | 494           |
| 2001 | 487           |
| 2002 | 493           |
| 2003 | 476           |
| 2004 | 465           |

| Jahr | Einwohnerzahl |
| ---- | ------------- |
| 2005 | 476           |
| 2006 | 463           |
| 2007 | 486           |
| 2010 | 458           |
| 2011 | 442           |
| 2014 | 424           |
| 2015 | 417           |
| 2017 | 413           |
| 2018 | 424           |
| 2021 | 401           |

(1): ab 1997: Bevölkerung am Jahresanfang (Einwohneramt der Städte Geising bzw. Altenberg)
Aufgrund der fehlenden Ausbildungs- und Arbeitsplatzangebote in Liebenau und Umgebung müssen, wie auch in vielen anderen ländlichen Regionen, immer mehr Jugendliche den Wohnort verlassen.
Der Ort hofft jedoch durch die A17 auf einen Bevölkerungszuwachs.

### Partnerschaften
Seit 1991 bestehen mit Orten in Deutschland und Österreich partnerschaftliche Kontakte.
Die Partnerorte:
- Stadt Liebenau in Hessen
- ehemalige Samtgemeinde Liebenau in Niedersachsen
- Marktgemeinde Liebenau in Oberösterreich

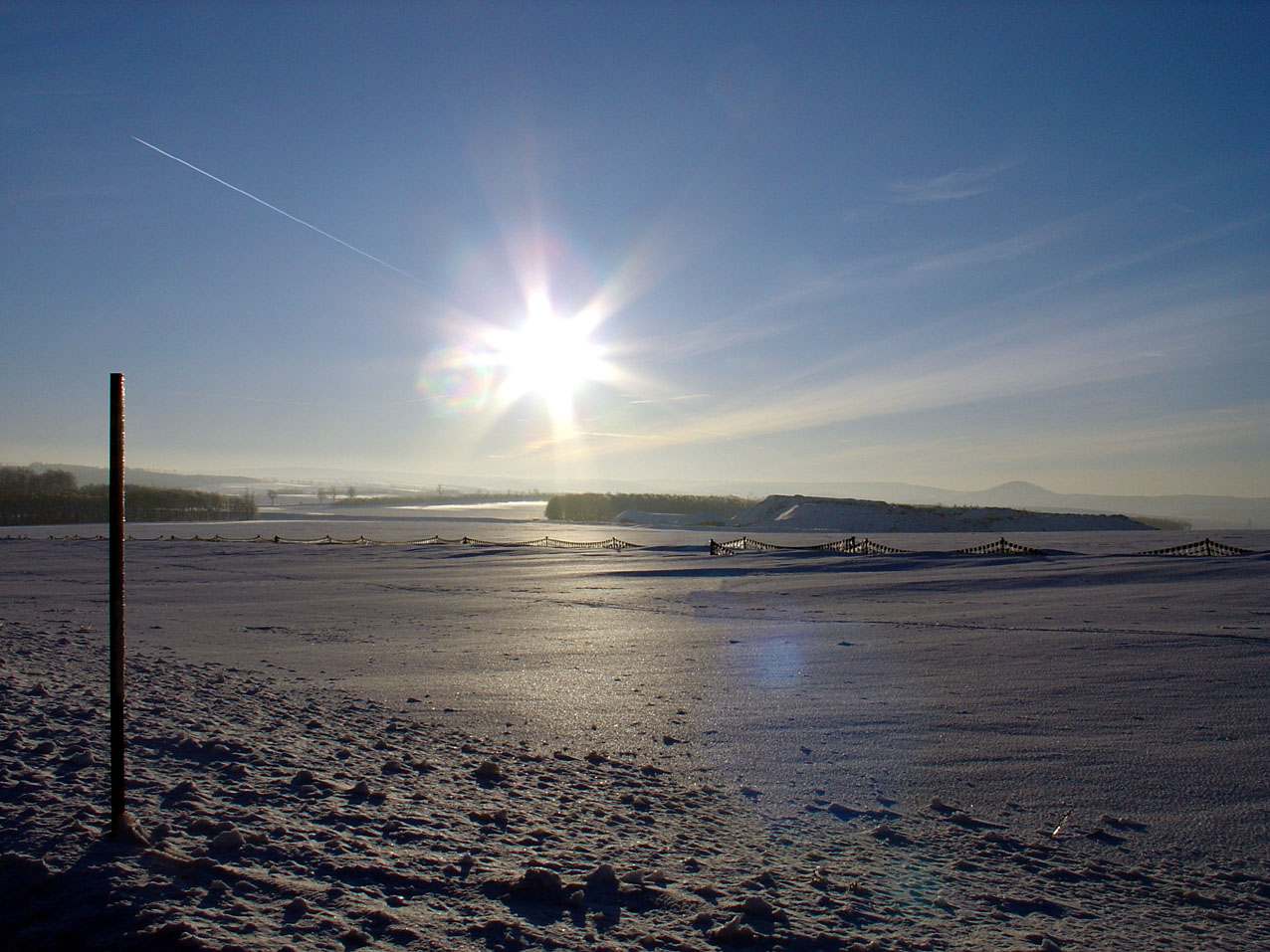
Winterlandschaft, Blick auf den Autobahnbau der A 17

### Verkehr
Liebenau liegt westlich der Autobahn A 17 (Dresden – Prag) und östlich der B 170 (Dresden – Zinnwald).
Folgende Buslinien (RVSOE) führen durch den Ort:
- 385: Glashütte – Börnchen – Liebenau – Lauenstein – Geising
- 368: Glashütte – Bärenstein – Lauenstein – Liebenau – Geising – Altenberg.

### Firmen und Gewerke

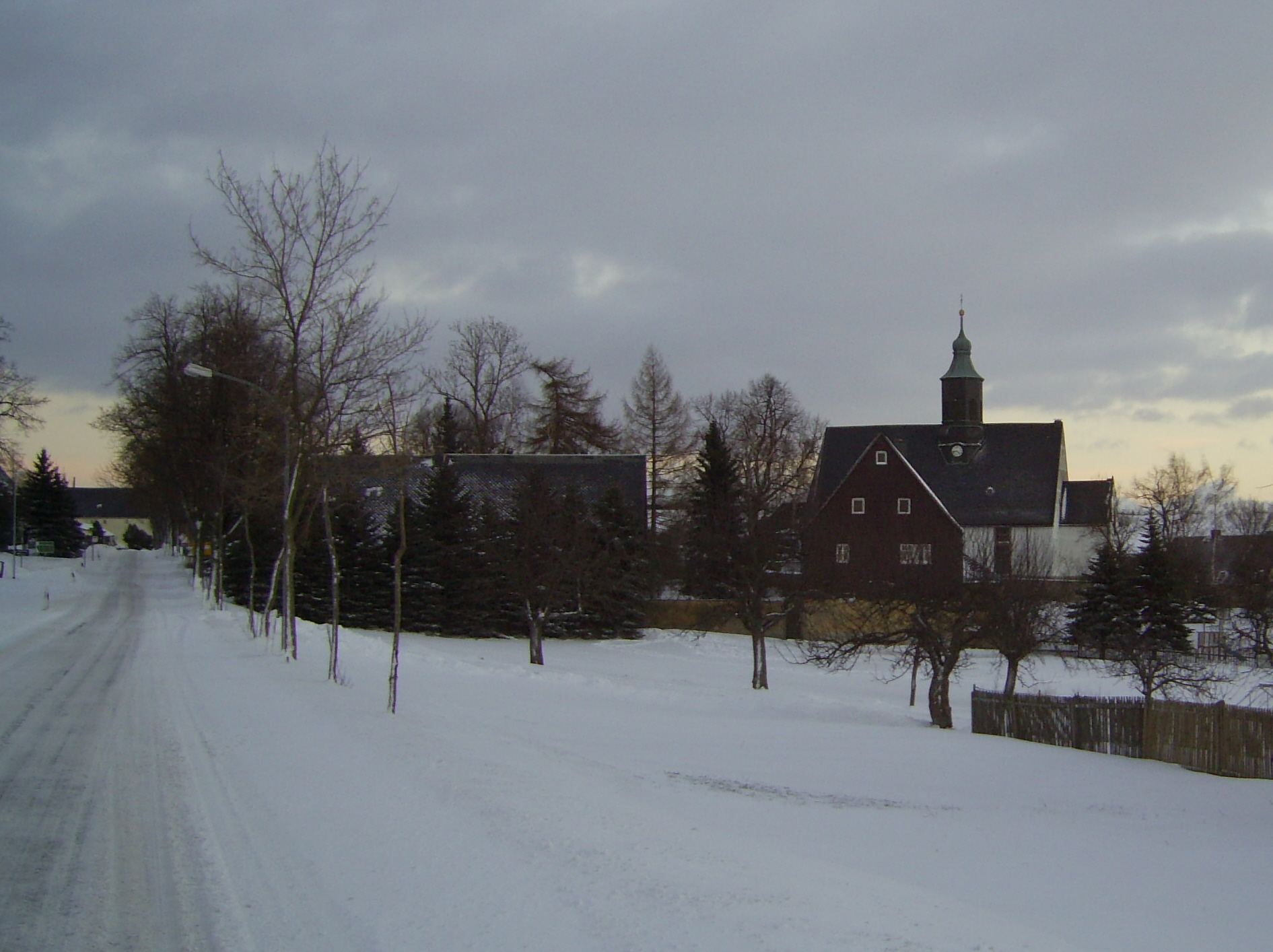
Kirche und Pfarrhaus zu Liebenau

Industriemäßig entwickelte sich der Ort nicht erheblich. Die Landwirtschaft spielte in Liebenau schon immer eine große Rolle. Von den ehemals 650 Mitgliedern der LPG „Grenzland Liebenau“ arbeiten heute noch etwa 60 Personen in der modern eingerichteten „Liebenauer Agrar GmbH“. Der 2001 gegründete Agrarbetrieb bewirtschaftet in Liebenau und Umgebung etwa 2.250 Hektar, darunter etwa 1.200 Hektar Gründland, und hält etwa 800 Rinder. Stallanlagen befinden sich in Liebenau, Börnchen, Dittersdorf und Fürstenwalde.

### Vereine
- Förderverein Dorfgemeinschaftszentrum und Sportstätten e. V. Liebenau
- Schützenverein Liebenau e. V.
- Freiwillige Feuerwehr Liebenau
- Kultur- und Sportverein Liebenau e. V.

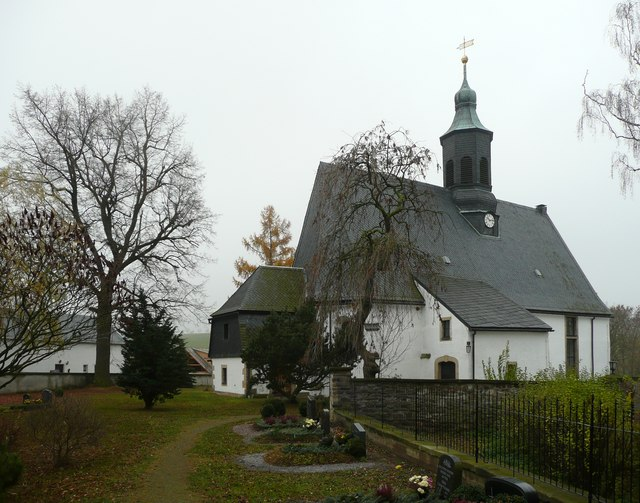
Kirche „Zu den 12 Aposteln“

- Deutsches Rotes Kreuz
- Jugendclub Liebenau
- Heimatverein
- Posaunenchor

### Sehenswertes, Freizeit und Veranstaltungen
Sehenswertes
- Kirche „Zu den 12 Aposteln“ (ältester Sakrale Bau des Kirchenbezirkes)
- Bauernmuseum im Unterdorf
- Heimatstube

Freizeit

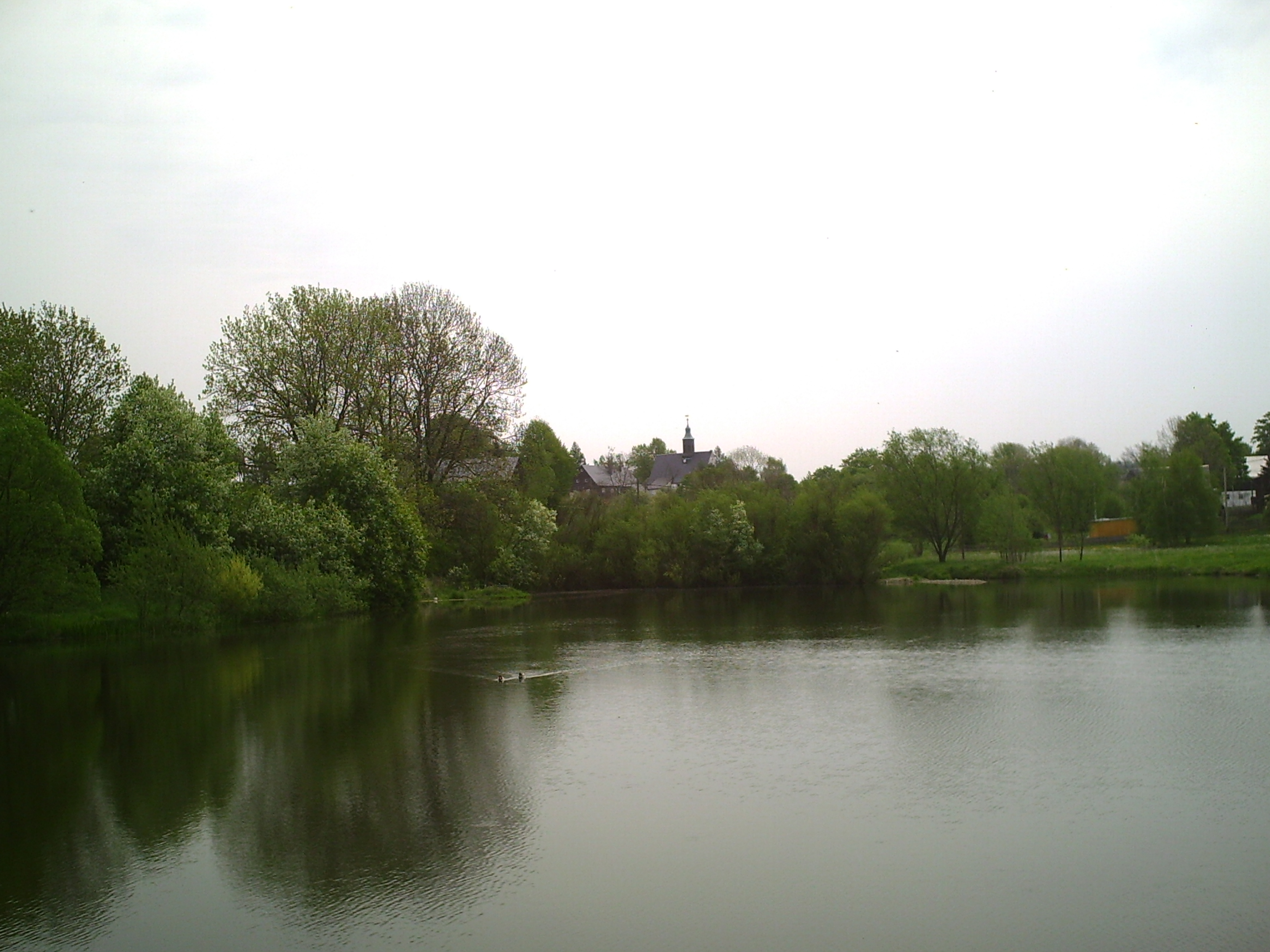
Unterer Dorfteich, im Hintergrund die Kirche

- Badeteich im Oberdorf sowie drei andere Teiche im Ort
- Bowlingbahn
- Sportplatz mit unterirdischem Schießstand
- gut ausgebaute Rad- und Wanderwege
- im Winter gute Wintersportbedingungen (Langlauf, Schlitten etc.)

Veranstaltungen
- Faschingstanz sowie Kinderfasching im Februar
- Maibaumsetzen Ende April
- Fußballturnier und Familiensportfest im Mai
- DRK-Geländespiel im Juni
- Sonnenwendfeier mit Höhenfeuer im Juni
- Heimat- und Schützenfest am dritten Augustwochenende
- Oktoberfest
- Weihnachtsbasar im Dezember
- Silvesterveranstaltung (z. B. im Dorfgemeinschaftszentrum)

## Persönlichkeiten
- Carl Friedrich Lotze (1837–nach 1903), Unternehmer und Mitglied des Deutschen Reichstags
- Wilhelm Kürschner (1869–1914), Baumeister des Historismus, Stadtbaumeister in Bozen
- Dr. Ingo Uhlemann (* 12. Januar 1966), Biologielehrer in Dresden, Botaniker und Löwenzahn-Spezialist